# Samuel P. Heintzelman
Samuel Peter Heintzelman (Manheim, 30 settembre 1805 – Washington, 1º maggio 1880) è stato un generale statunitense.

## Biografia
Nato nel 1805 in Pennsylvania si diploma all'Accademia militare di West Point nel 1826 piazzandosi 17º sui 41 della propria classe. Combatte nella guerra messico-statunitense guadagnandosi una decorazione per il proprio coraggio; mandato successivamente di stanza nei territori del Sud-Ovest viene promosso tenente colonnello nel 1851 per i meriti mostrati sul campo.
Allo scoppiare della Guerra di secessione americana resta con l'Unione e viene messo a capo del 17º Fanteria con il grado di colonnello, prende parte alla Prima battaglia di Bull Run nella quale viene ferito nel tentativo di riorganizzare le truppe. Promosso general maggiore viene messo a capo del III corpo d'armata del Potomac, combatte nella Campagna di Peninsula, alla battaglia di Williamsburg e altre ancora. Tuttavia nel corso degli scontri emerge la sua estrema cautela nel comandare gli uomini, e nonostante il suo innegabile coraggio viene allontanato dalla prima linea e destinato a un incarico a Washington.
Terminata la guerra entra nel mondo degli affari e si spegne all'età di 74 anni nel 1880. È sepolto al cimitero di Buffalo, vicino a New York.